# Patinatge de velocitat als Jocs Olímpics d'hivern de 1964
Als Jocs Olímpics d'Hivern de 1964 celebrats a la ciutat d'Innsbruck (Àustria) es disputaren vuit proves de patinatge de velocitat sobre gel, quatre en categoria masculina i quatre més en categoria femenina. Les proves femenines es realitzaren entre els dies 30 de gener i 2 de febrer i les masculines entre els dies 4 i 7 de febrer de 1964 a les instal·lacions d'Innsbruck.

## Resum de medalles

### Categoria masculina
| Prova             | Or              | Argent           | Bronze           |
| 500 m. detalls    | Terry McDermott | Alv Gjestvang    | No es concedí    |
| 500 m. detalls    | Terry McDermott | Yevgenij Grishin | No es concedí    |
| 500 m. detalls    | Terry McDermott | Vladimir Orlov   | No es concedí    |
| 1.500 m. detalls  | Ants Antson     | Kees Verkerk     | Villy Haugen     |
| 5.000 m. detalls  | Knut Johannesen | Per Ivar Moe     | Fred Anton Maier |
| 10.000 m. detalls | Jonny Nilsson   | Fred Anton Maier | Knut Johannesen  |

### Categoria femenina
| Prova            | Or                | Argent            | Bronze             |
| 500 m. detalls   | Lidiya Skoblikova | Irina Egorova     | Tatyana Sidorova   |
| 1.000 m. detalls | Lidiya Skoblikova | Irina Egorova     | Kaija Mustonen     |
| 1.500 m. detalls | Lidiya Skoblikova | Kaija Mustonen    | Berta Kolokoltseva |
| 3.000 m. detalls | Lidiya Skoblikova | Han Pil-Hwa       | No es concedí      |
| 3.000 m. detalls | Lidiya Skoblikova | Valentina Stenina | No es concedí      |

## Medaller
| Posició | País           | Or | Argent | Bronze | Total |
| 1       | Unió Soviètica | 5  | 5      | 2      | 12    |
| 2       | Noruega        | 1  | 3      | 3      | 7     |
| 3       | Estats Units   | 1  | 0      | 0      | 1     |
| 3       | Suècia         | 1  | 0      | 0      | 1     |
| 5       | Finlàndia      | 0  | 1      | 1      | 2     |
| 6       | Corea del Nord | 0  | 1      | 0      | 1     |
| 6       | Països Baixos  | 0  | 1      | 0      | 1     |
|         |                |    |        |        |       |
| Total   | Total          | 8  | 11     | 6      | 25    |